# Georg Christian Perlberg

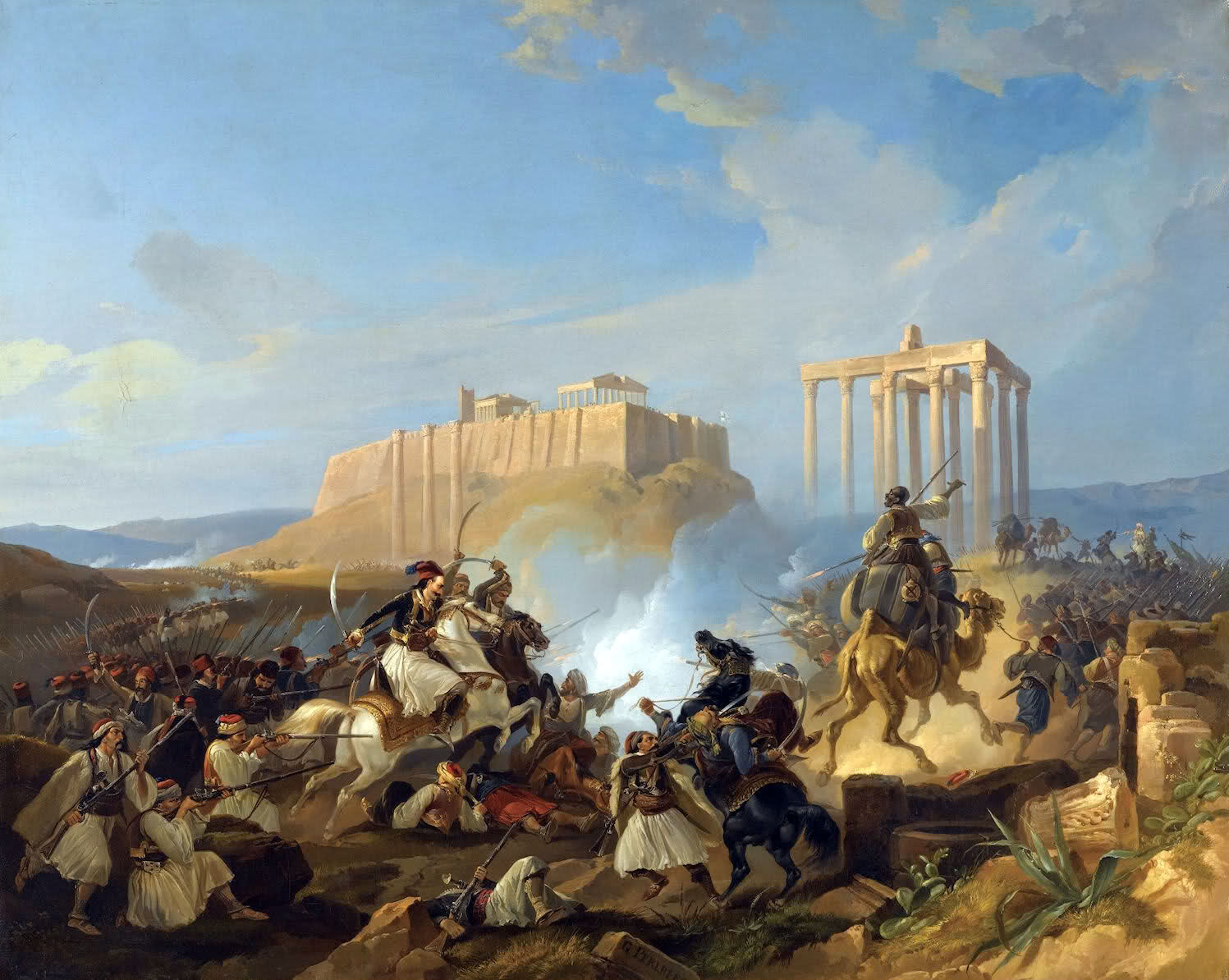
Kampfszene aus dem Griechischen Unabhängigkeitskrieg

Johann Georg Christian Perlberg (* 1806 in Köln; † 7. Januar 1884 in Nürnberg) war ein deutscher Maler.

## Leben
Georg Christian Perlberg war der Sohn des Malers Friedrich Perlberg, der um 1813 nach Nürnberg übersiedelte. In Nürnberg lernte er bei seinem Vater sowie 1829 bis 1831 an der Kunstgewerbeschule. Im Gefolge König Ottos ging er 1833/34 nach Griechenland und begann 1834 ein Studium an der Kunstakademie in München. Ab 1837 lebte und arbeitete er wieder in Nürnberg.
Seine Söhne Georg Christoph Perlberg (1841–1871) und Johann Friedrich Perlberg (1848–1921) wurden gleichfalls als Maler tätig.

## Werke (Auswahl)
- 1838: Volksfest vor dem Olympieion in Athen. Athen, Nationales Historisches Museum Inv. 4494[2]